# A Christmas Cornucopia
A Christmas Cornucopia è il quinto album in studio e primo album natalizio della cantautrice britannica Annie Lennox. È stato pubblicato il 12 novembre 2010 in Germania, il 15 nel Regno Unito ed il 16 negli Stati Uniti. Il primo singolo, Universal Child, è stato pubblicato digitalmente il 12 ottobre 2010.

## Descrizione
Il disco contiene interpretazioni di classiche canzoni natalizie e l'inedito Universal Child, scritto dalla Lennox e pubblicato come primo singolo il 12 ottobre. La cantante aveva interpretato il brano ad American Idol nell'aprile 2010. Si tratta del primo lavoro discografico di Annie Lennox per la casa discografica Island Records.
Il 4 novembre Annie Lennox ha pubblicato sul proprio canale YouTube il video per il brano God Rest Ye Merry Gentlemen.

## Tracce
1. Angels from the Realms of Glory – 4:00 (James Montgomery)
2. God Rest Ye Merry, Gentlemen – 3:32 – (canto tradizionale)
3. See Amid the Winter's Snow – 3:31 (Edward Caswall, John Goss)
4. Il est né, le divin enfant – 3:37 – (canto tradizionale)
5. The First Noël – 4:40 – (canto tradizionale)
6. Lullay Lullay (Coventry Carol) – 3:13 – (canto tradizionale)
7. The Holly and the Ivy – 3:37 – (canto tradizionale)
8. In the Bleak Midwinter – 3:31 (Christina Rossetti)
9. As Joseph Was a Walking – 3:59 (Geoffrey Shaw)
10. O Little Town of Bethlehem – 3:33 (Phillips Brooks)
11. Silent Night – 3:49 (Joseph Mohr, Franz Gruber, John Freeman Young)
12. Universal Child – 4:14 (Annie Lennox)

Durata totale: 45:16

## Classifiche
| Classifica (2010) | Posizione raggiunta |
| ----------------- | ------------------- |
| Regno Unito       | 18                  |
| Svezia            | 28                  |
| Svizzera          | 38                  |
| Italia            | 24                  |
| Stati Uniti       | 35                  |
| Francia           | 120                 |

### Andamento nella classifica italiana
| Posizione | 42 | 43 | 24 | 33 | 37 | 40 | 71 |